# Sách Bay Psalm

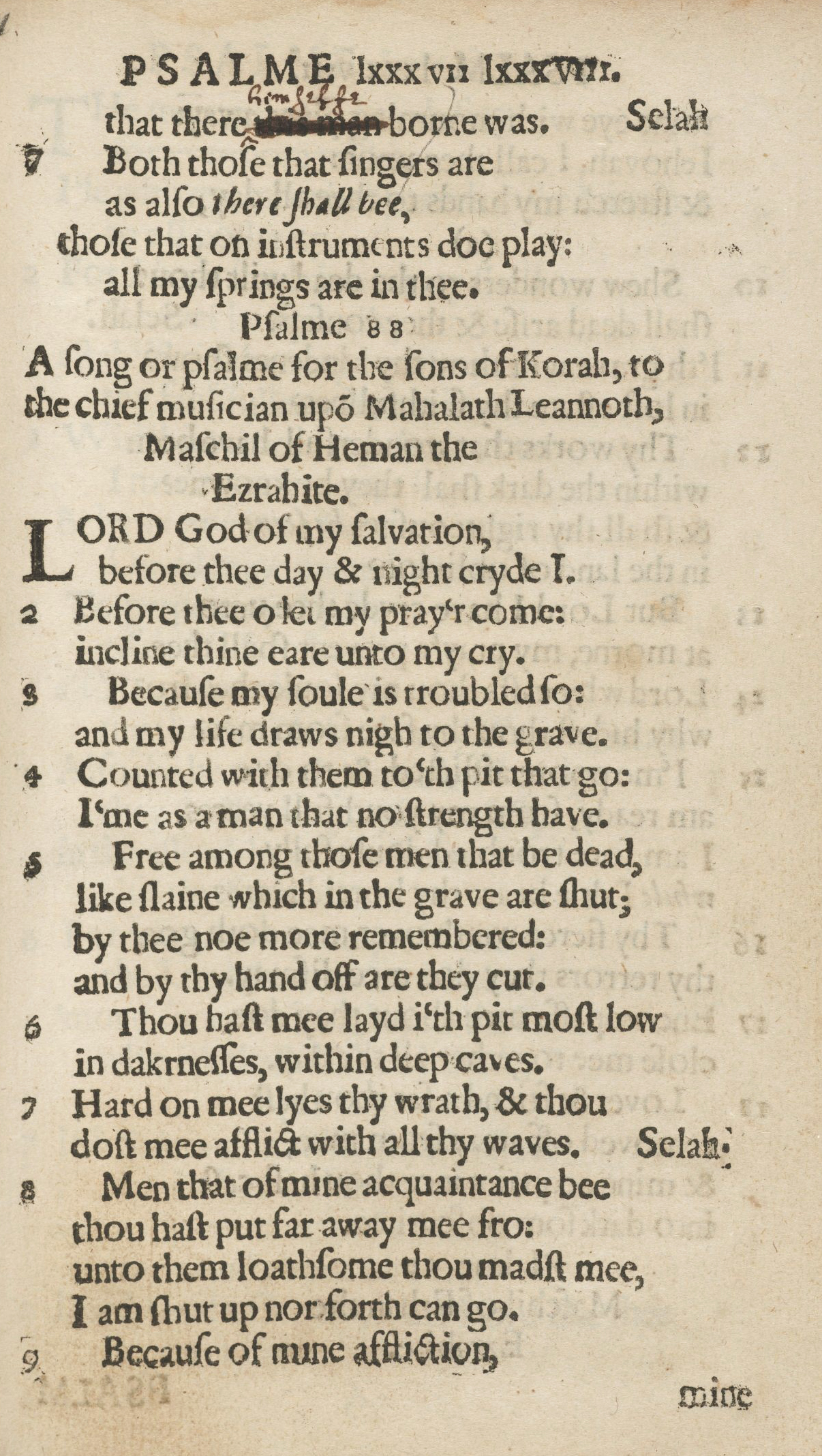
Page from Bay Psalm Book, Houghton Library, Đại học Harvard

Bay Psalm Book là một cuốn sách được những người di cư Thanh giáo in tại thành phố Cambridge, Massachusetts, năm 1640. Đây là cuốn sách đầu tiên được in ở thuộc địa Bắc Mỹ thuộc Anh.
Được in năm 1640 ở khu vực nay là Cambridge, bang Massachusetts với 1.700 ấn bản, sách thơ Kinh Thánh "Bay Psalm Book" ngày nay chỉ còn lại 11 bản lưu hành trên toàn thế giới. Đây là một trong hai cuốn từng được mang bán đấu giá trong 100 năm qua.
Nội dung sách được xem là tuyên ngôn độc lập xứ New England khỏi Giáo hội Anh giáo.
Cuốn sách trước đây được đấu giá năm 1947 với mức giá kỷ lục thời đó là 151.000 USD. Các cuốn sách còn lại không được bán đấu giá mà chỉ tập trung chủ yếu ở Thư viện Quốc hội Hoa Kỳ và Đại học Harvard.
Ngày 26/7/2013, Bay Psalm Book được bán với giá 14,2 triệu USD tại nhà đấu giá Sotheby's ở Thành phố New York chỉ trong chưa đầy 5 phút.